# Oku-iwa
Oku-iwa är en kulle i Antarktis. Den ligger i Östantarktis. Norge gör anspråk på området. Toppen på Oku-iwa är 72 meter över havet.
Terrängen runt Oku-iwa är kuperad. Havet är nära Oku-iwa åt nordväst. Trakten är obefolkad. Det finns inga samhällen i närheten. 